# Cryptoparachtes
Genre
Cryptoparachtes est un genre d'araignées aranéomorphes de la famille des Dysderidae.

## Distribution
Les espèces de ce genre se rencontrent en Géorgie et en Azerbaïdjan.

## Liste des espèces
Selon World Spider Catalog (version 15.0, 2014) :
- Cryptoparachtes adzharicus Dunin, 1992
- Cryptoparachtes charitonowi (Mcheidze, 1972)
- Cryptoparachtes fedotovi (Charitonov, 1956)

## Publication originale
- Dunin, 1992 : The spider family Dysderidae of the Caucasian fauna (Arachnida Aranei Haplogynae). Arthropoda Selecta, vol. 1, no 3, p. 35-76 (texte intégral).